# Municipalité (Bulgarie)
Pour les articles homonymes, voir Municipalité.

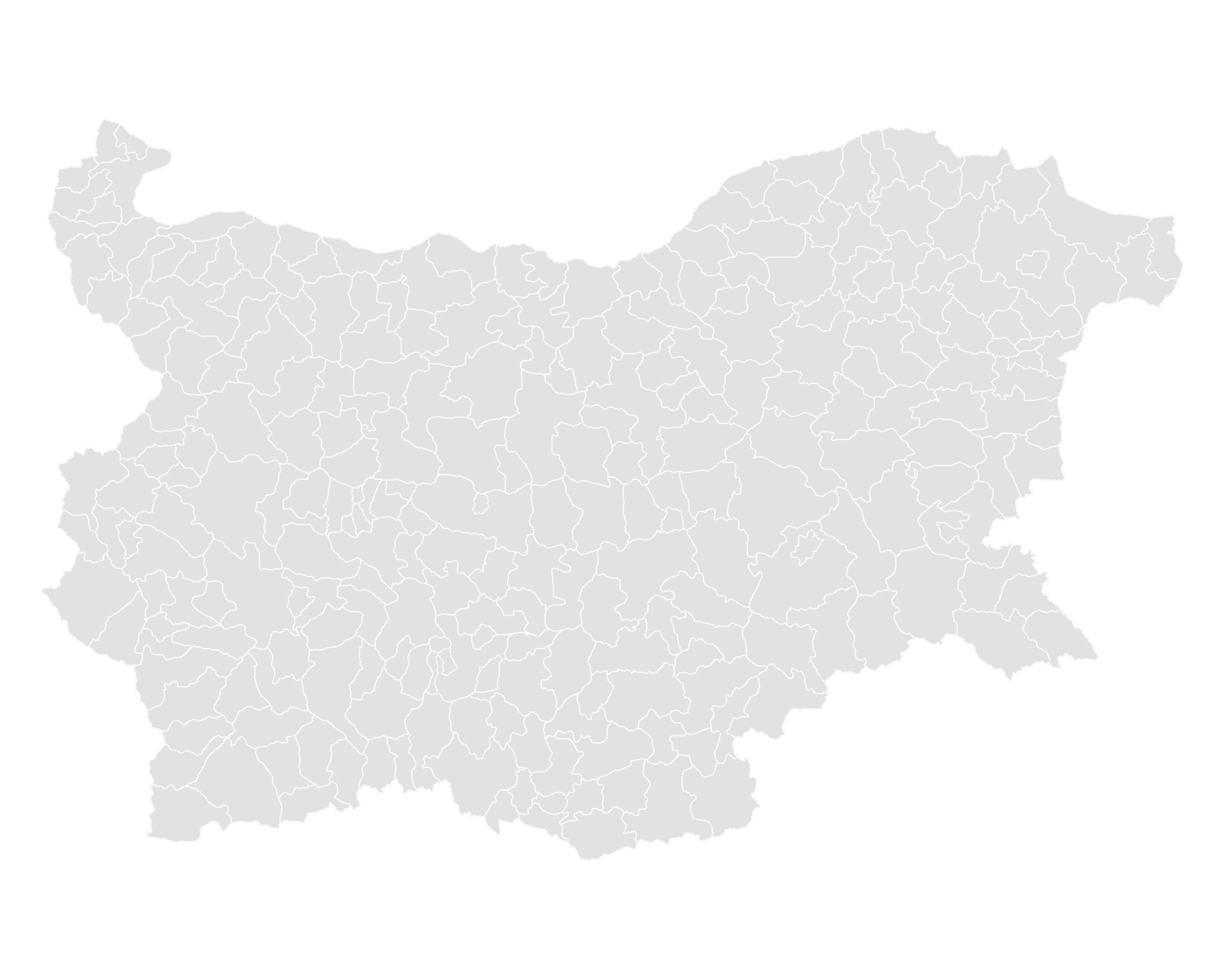
Division administrative du Bulgarie

La municipalité (en bulgare : община, obchtina, pl. общини, obchtini) est l'unité administrative territoriale de base  de la Bulgarie.
Chaque municipalité dispose d'un territoire, de limites, d'une population et d'un centre administratif.

## Municipalités en Bulgarie moderne
La création des municipalités et leurs modifications sont régies par la division administrative et territoriale de la Bulgarie. Leur gestion relève d'une administration locale. 
Chaque municipalité doit répondre aux conditions suivantes :
- présence d'une population de plus de 6 000 résidents permanent au total ;
- présence d'un village disposant d'infrastructure sociale et technique au service de la population ;
- inclure toutes les hameaux voisins qui ne remplissent pas les conditions pour établir une seule municipalité ou qui ne peuvent pas rejoindre une autre municipalité voisine ;
- la distance maximale des zones de peuplement du centre de la municipalité ne doit pas dépasser les 40 km.

La municipalité est une personne morale et a le droit de posséder des biens et d'élaborer budget municipal.
La municipalité est gérée par un conseil municipal et un maire directement élu. Le conseil municipal est composé de conseillers dont le nombre va de 11 à 101 en fonction de la taille de la municipalité. Le maire de la municipalité nomme un secrétaire qui organise l'administration municipale.
En Bulgarie, il y a 264 municipalités. La municipalité de Sofia, en raison de sa taille, est une unité administrative territoriale qui a aussi le statut d'oblast.
Les municipalités sont divisées en naseleni mesta (Населени места).

## Autres significations
En bulgare, le mot Община peut aussi désigner :
- le conseil municipal en lui-même, c'est-à-dire l'organe directeur d'une municipalité (ou village, voire sans avoir ce statut), ainsi que le bâtiment qui l’abrite ;
- une communauté de personnes vivant dans la municipalité (village).

## Sources
- (bg) Cet article est partiellement ou en totalité issu de l’article de Wikipédia en bulgare intitulé « Общини в България » (voir la liste des auteurs).

## Compléments